# Epinephelus daemelii
Epinephelus daemelii is een  straalvinnige vissensoort uit de familie van zaag- of zeebaarzen (Serranidae). De wetenschappelijke naam van de soort werd voor het eerst geldig gepubliceerd in 1876 door Günther.
De soort staat op de Rode Lijst van de IUCN als Gevoelig, beoordelingsjaar 2006.